# André Daveluy
André Daveluy (16 février 1911 - 15 février 2004) était un chroniqueur à la télévision de Radio-Canada. Il s'est fait donner le surnom de « Monsieur Bricole ».

## Biographie
André Daveluy est devenu très populaire grâce à son émission Monsieur Bricole diffusée pendant trente ans dans les médias (radio, journaux et télévision). L'émission Monsieur Bricole fut animé par Jean Perreault à la télévision de Radio-Canada. André Daveluy prodigua aussi ses précieux conseils sur le bricolage à l'antenne de l'ancien canal 10 Télé-Métropole (aujourd'hui le réseau TVA) et animé à l'époque par le comédien Jean-Claude Robillard. À la Société Radio-Canada, André Daveluy était notamment chroniqueur aux émissions Le Pain quotidien, Siffler en travaillant, Consommateurs plus, et La Vie quotidienne. Monsieur Daveluy fut l'époux de l'écrivaine et traductrice Paule Daveluy (de son vrai nom Paule Cloutier-Daveluy). Par ailleurs, André Daveluy et Paule Cloutier traduiront ensemble des livres traitant du bricolage.
Il s'est éteint le dimanche 15 février 2004 à l'âge de 93 ans. Ses funérailles ont eu lieu à l'église Saint-Viateur d'Outremont.

## Publications
Monsieur Bricole, Éditions du Jour, 1968, Montréal, Québec, 157p. 